# Koumansetta rainfordi
Koumansetta rainfordi är en fiskart som beskrevs av Whitley, 1940. Koumansetta rainfordi ingår i släktet Koumansetta och familjen smörbultsfiskar. Inga underarter finns listade i Catalogue of Life.